# Cau, recau i Sant Vicent
Cau, recau i sant Vicent o també bac, rebac i sant Vicent és un joc de cartes valencià que es juga per equips de dues persones. A Catalunya també s'hi juga, però s'anomena cau robat i és un joc individual.

## Regles valencianes
A la Comunitat valenciana es juga repartint tres cartes a cada jugador i quatre cartes descobertes al mig. Si el jugador que ha repartit repeteix les cartes del mig es diu que s'ha pixat, i es canviarà la carta repetida per una de diferent. Al mateix temps l'equip contrari es pinta una pedra. En cas que no es pixe se la pinta l'equip que ha repartit pel bon fer. En cas que la nova carta siga igual a una de les ja existents no es contarà com una altra pixada.
Per una altra banda, si qualsevol jugador té dues cartes iguals, es obligatori dir que té ronda, i es pinta una pedra, si en té tres iguals, es diu que té rondí i se'n pinta dos. En el cas que l'altre equip també tinga ronda o rondí, se'n juguen tantes pedres com vulguen a la ronda/rondí més alt/a, fins i tot la partida i el joc, la quantitat mínima és de dues pedres.
A continuació, els jugadors van recollint les cartes del mig fent parelles. Si seguidament a la que s'ha agafat n'hi ha d'altres, també es recullen, sempre en ordre ascendent i finalitzant en el rei. Quan al jugador al qui li toca no té parella tira una carta qualsevol de les seues. Es fa cau/bac si un jugador recull la carta que el jugador anterior ha tirat, però mai si ja està damunt la taula, i es pinta una pedra. Si un altre jugador també la té fa recau/rebac i se'n pinta dues, i si encara un altre també la té, fa sant Vicent i se'n pinta tres.
Es juga amb cigrons, o antigament garrofins, als quals els jugadors els denominen pedres. La parella que primer arribe a 41 pedres guanya la partida. També es pinta una pedra quan un jugador arreplega totes les cartes de la taula, denominant-se neta. Cada vegada que s'acaben les cartes dels jugadors, el jugador que està repartint en repartix 3 més a cadascú, sempre d'una en una.

### Altres modalitats
Es reparteixen quatre cartes per jugador i se'n deixen quatre més sobre el taulell. Si un jugador té el mateix número que una carta del centre diu "cau", i deixa la seva carta sobre la del mateix número. Si l'altre té una altra carta igual, diu "recau", i si el primer encara té una carta amb el mateix nombre, diu "sant Vicent".
En cas que un jugador no pugui seguir la jugada, el jugador que ha fet el cau, el recau o el sant Vicent es queda les cartes. A més, si s'ha fet cau, s'ha de donar una carta al jugador que ha fet la jugada, si s'ha fet recau dues, i si s'ha fet sant Vicent, tres cartes.
S'agafa una carta de la pila cada cop que no es pot fer cau, i cada cop que no tens quatre cartes. Si no hi ha cartes al centre, se n'hi posen quatre més. Guanya el jugador que es queda amb totes les cartes.

## Regles catalanes
A Catalunya el joc és individual i s'anomena cau robat, però té una variant més senzilla anomenada simplement cau, a què solen jugar els infants i els qui s'inicien en el joc.

### Cau (joc simple)
Al principi de la partida es reparteixen tres cartes a cada jugador. Per torns, cada jugador deixa una de les seves cartes damunt la taula. Quan tots els jugadors s'han quedat sense cartes, s'acaba la ronda, se’n reparteixen tres més a cadascú i es juga una altra ronda. La funció d'obrir la ronda va rotant d'un jugador a l'altre.
Quan un jugador deixa a la taula una carta que coincideix en número amb alguna de les que ja hi havia, se les queda totes dues i les posa davant seu, mirant cap avall. Aquestes cartes formen la seva pila. Al final del joc, el jugador que té més cartes a la pila guanya.
Quan un jugador s'enduu una carta de la taula perquè coincideix en número amb la que juga, pot fer una escala i endur-se les cartes de números successius. Per exemple, si a la taula hi ha les cartes 3, 7, 8, 9 i 12, i un jugador té un 8, es pot endur, a més de la pròpia carta, el 8 i el 9 de la taula. Les escales acaben amb el 12, de manera que no es poden continuar amb l'1.
Quan un jugador s'enduu una carta que acaba de deixar a la taula el jugador anterior, aquell jugador diu "cau" i l'anterior li ha de pagar una de les cartes que té a la seva pila. Quan un jugador no deixa la carta, sinó que l'usa per endur-se’n una altra o per començar una escala, no se li pot fer cau. El jugador que fa cau, en canvi, sí que pot començar una escala i endur-se cartes successives (llevat que li facin recau).
Quan el jugador següent al que fa cau també té la mateixa carta a la mà, pot fer recau a l'anterior, encara que aquest volgués començar una escala. Aleshores el primer jugador paga una carta al tercer (perquè li han fet cau) i el segon en paga dues al tercer (perquè li han fet recau).
Quan en repartir les cartes d'una ronda un jugador rep dues cartes del mateix número, diu "ronda" i tots els jugadors li n'han de pagar una de la pila. Quan totes tres cartes rebudes són del mateix número, diu "rondí" i en cobra dues de cadascú. Aquestes cartes es paguen i es cobren abans de començar a jugar les cartes de la ronda, però si algú no pot pagar queda a deure.
Quan un jugador s'enduu totes les cartes de damunt la taula, diu "neta" (o "net"). Cada jugador li ha de pagar una carta de la seva pila. La neta es pot combinar amb el cau o el recau, aleshores cal cantar "cau i neta" o bé "recau i neta".
Quan un jugador ha de pagar una carta a un altre per cau, recau, ronda, rondí o neta, però no pot fer-ho perquè no té cap carta a la pila, queda a deure i ha de pagar tan aviat com pugui.
Quan un jugador s'oblida de “cantar” cau, recau, ronda, rondí o neta, i el joc continua sense que se n'adoni, perd el dret a cobrar.
Al final de la partida, l'últim jugador que s'ha endut alguna de les cartes en joc es queda també tota la resta.

### Cau robat
A diferència del cau, en el cau robat les cartes de la pila pròpia sempre es deixen de cara amunt. Els jugadors, quan fan una escala, hi poden incloure les piles acumulades. Cal tenir en compte les regles següents:
- Hom no pot agafar una pila de dret, sinó només com a part d'una escala. És a dir, cal tenir una carta que coincideix en número amb una de les de la taula, per a llavors incloure una pila (o més d'una) en l'escala.
- Si la carta de dalt d'una pila coincideix en número amb una de les de la taula, està segura. Això vol dir que no se li pot robar, perquè si alguna escala ho hauria permès, el jugador que la volia fer estaria obligat a endur-se la carta de la taula i no la pila del jugador.
- Una pila també està segura si la carta del capdamunt és un 1, atès que si algú tenia un altre 1 o bé l'hauria de deixar damunt la taula, o bé s'hauria d'endur l'1 que ja hi hagués, sense poder robar mai la pila en qüestió.
- Un jugador es pot endur la seva pròpia pila si això li convé per a fer una escala, a condició que la carta de dalt no coincideixi en número amb cap de les de la taula.

Quan es juga al cau robat, és molt important ser escrupolós amb l'ordre en què s'apilen les cartes. Quan hom s'enduu una carta, deixa la carta que juga damunt la que s'enduu i les posa tal qual sobre la seva pila. Quan hom fa una escala, posa la carta jugada damunt la primera que s'enduu, després les col·loca sobre la següent, i així successivament, de manera que la carta jugada sempre és la de dalt.
Així mateix, quan un jugador cobra per haver fet ronda, rondí, cau, recau o neta, va col·locant les cartes damunt la pila en el mateix ordre que les rep. No pot escollir quina carta rep primer.
Cal tenir en compte que quan un jugador ha de pagar per cau o recau, ho ha de fer després que el torn del jugador s'acabi. Altrament, canviaria la carta de dalt de la seva pila i això podria afectar les possibilitats de robar-la amb una escala.

### Variants
Com que el cau robat no ha assolit nomenada nacional, coneix nombroses variants locals:
- Es pot jugar amb tres jugadors. En aquest cas, abans de començar la partida es deixen sobre la taula tres cartes cap per amunt. Si una carta es repeteix, es torna al piló i se’n treu una altra.
- En lloc de jugar en rondes de tres cartes cadascú, es pot jugar de continu. En aquest cas, cada jugador agafa una carta tan bon punt n'ha jugada una. El joc esdevé més dinàmic però força menys tàctic.
- Es poden permetre escales en què després del 12 es continuï amb l'1.
- Es pot permetre un contracau quan el quart jugador té la mateixa carta.
- Si hom compta els punts després de cada partida, en lloc d'anotar un punt per cada carta de la pila, els jugadors poden anotar un punt per cada dotzena completa. És a dir, si un jugador té entre 0 i 11 cartes, no rep cap punt; si en té entre 12 i 23, en rep un; si en té entre 24 i 35, en rep dos; i si en té entre 36 i 48, en rep tres.